# Васильев, Михаил Павлович (актёр)
Михаил Павлович Васильев (13 мая 1924, Чинеево, Уральская область — 14 августа 1990, Ленинград) — советский актёр театра и кино. Участник Великой Отечественной войны, гвардии старшина первой статьи.

## Биография
Михаил Павлович Васильев родился 13 мая 1924 года в семье железнодорожного рабочего в селе Чинеево Чинеевского сельсовета Юргамышского района Курганского округа Уральской области, ныне село входит в Юргамышский муниципальный округ Курганской области. Русский.
Призван в 1942 году Владивостокским ГВК Приморского края. Участвовал в Великой Отечественной войне. Имел 6 ранений и 4 контузии, в т.ч. 24 ноября 1942 года получил лёгкое пулевое ранение в бою за Сталинград; 5 марта 1943 года получил тяжёлое осколочное ранение в бою за станицу Красный Яр; 25 августа 1943 контужен в бою за шахту «Гигант» в Донбассе. Воевал в 166-й отдельной бригаде моряков (с 5 января 1942 года — 154-я морская стрелковая бригада, с 1 марта 1943 года — 15-я гвардейская морская стрелковая бригада). Участвовал в боях в районе Кёнигсберга. Затем служил в отдельной учебно-стрелковой роте 221-й стрелковой дивизии. Участвовал в Советско-японской войне. Член ВЛКСМ Васильев награждён орденом Красной Звезды.
Демобилизован в 1949 году. Жил в городе Зея Амурской области, работал слесарем, затем до 1952 года — инструктором Зейского районного дома культуры.
В 1950 году вошёл в труппу Благовещенского областного драмтеатра (сейчас Амурский областной театр драмы), а в 1952 году окончил там же театральную школу. 
Работал в:
- Абаканский областной драматический театр (ныне Русский республиканский драматический театр имени М. Ю. Лермонтова),
- Ачинский драматический театр,
- Стерлитамакский русский драматический театр
- русский театр в Кохтла-Ярве.

В ноябре 1958 оставил театр, предпочтя работу в кино.
С апреля 1960 по август 1987 года был актёром на киностудии «Ленфильм». Особенно много снимался в 1960-х годах, играл, как правило, небольшие характерные роли.
Михаил Павлович Васильев умер 14 августа 1990 года в городе Ленинграде (ныне Санкт-Петербург). Похоронен на Северном кладбище в посёлке Парголово Выборгского района города Санкт-Петербурга.

## Награды
- Орден Отечественной войны I степени, 6 апреля 1985 года[2]
- Орден Красной Звезды, 18 июля 1945 года[3]
- Медаль «За отвагу»[4]
- Медаль «За победу над Германией в Великой Отечественной войне 1941—1945 гг.»
- Юбилейная медаль «Двадцать лет Победы в Великой Отечественной войне 1941—1945 гг.»
- Юбилейная медаль «Тридцать лет Победы в Великой Отечественной войне 1941—1945 гг.»
- Юбилейная медаль «Сорок лет Победы в Великой Отечественной войне 1941—1945 гг.»
- Медаль «За победу над Японией»
- Медаль «За взятие Кёнигсберга»

## Фильмография
| Год  |     | Название                                                            | Роль                                                                          |
| ---- | --- | ------------------------------------------------------------------- | ----------------------------------------------------------------------------- |
| 1958 | ф   | Тихий Дон                                                           | Хрисанф (Христоня) Токин                                                      |
| 1958 | ф   | Кочубей                                                             | Пелипенко                                                                     |
| 1959 | ф   | Шинель                                                              | нищий (нет в титрах)                                                          |
| 1959 | ф   | Поднятая целина (1-я серия)                                         | Никита Хопров                                                                 |
| 1960 | кор | Анафема                                                             | прихожанин (нет в титрах)                                                     |
| 1960 | кор | Гущак из Рио-де-Женейро                                             | шофёр                                                                         |
| 1960 | ф   | Ещё не поздно                                                       | Кузнецов                                                                      |
| 1961 | ф   | Вечера на хуторе близ Диканьки                                      | казак                                                                         |
| 1961 | ф   | Две жизни                                                           | солдат (нет в титрах)                                                         |
| 1961 | ф   | Как верёвочка ни вьётся…                                            | продавец в сельпо (нет в титрах)                                              |
| 1961 | ф   | Полосатый рейс                                                      | матрос ходовой машинной вахты («Эй, на вахте, круто заложили!», нет в титрах) |
| 1962 | ф   | Большая дорога                                                      | рыжий солдат                                                                  |
| 1962 | ф   | Где-то есть сын                                                     | шофёр                                                                         |
| 1963 | ф   | Домик в дюнах                                                       | Бубик                                                                         |
| 1963 | ф   | Мандат                                                              | Дубок                                                                         |
| 1963 | ф   | Трудные дети                                                        | лейтенант милиции                                                             |
| 1964 | ф   | Жаворонок                                                           | управляющий поместьем                                                         |
| 1964 | ф   | Зайчик                                                              | санитар                                                                       |
| 1964 | ф   | Когда песня не кончается                                            | водитель микроавтобуса                                                        |
| 1965 | ф   | Залп «Авроры»                                                       | эпизод                                                                        |
| 1965 | ф   | Погоня                                                              | Квочкин                                                                       |
| 1965 | ф   | Третья молодость                                                    | швейцар                                                                       |
| 1966 | ф   | Начальник Чукотки                                                   | Федька (внутренняя контра)                                                    |
| 1966 | ф   | Республика ШКИД                                                     | мясник с метлой                                                               |
| 1966 | ф   | Снежная королева                                                    | разбойник                                                                     |
| 1966 | ф   | Три толстяка                                                        | эпизод                                                                        |
| 1967 | ф   | Сергей Лазо                                                         | Иван Кузьмич (роль озвучил Юрий Саранцев)                                     |
| 1967 | ф   | Софья Перовская                                                     | Василий Афанасьев                                                             |
| 1967 | ф   | Татьянин день                                                       | весельчак-извозчик (нет в титрах)                                             |
| 1967 | ф   | Тихая Одесса                                                        | Микоша                                                                        |
| 1968 | ф   | День ангела                                                         | боцман                                                                        |
| 1968 | тсп | Записки сумасшедшего                                                | солдат (нет в титрах)                                                         |
| 1968 | ф   | Золотые часы                                                        | биндюжник                                                                     |
| 1969 | ф   | Её имя — Весна                                                      | раненый в госпитале                                                           |
| 1969 | мф  | Возвращение с Олимпа                                                | озвучивание                                                                   |
| 1970 | ф   | Крушение империи                                                    | Марков                                                                        |
| 1970 | ф   | Семь невест ефрейтора Збруева                                       | алкаш с зажигалкой                                                            |
| 1971 | ф   | Горячие тропы                                                       | Лот                                                                           |
| 1971 | ф   | Дикий капитан                                                       | Иван Константинович (нет в титрах)                                            |
| 1971 | ф   | Жизнь и смерть дворянина Чертопханова (1-я серия)                   | продавец на ярмарке (нет в титрах)                                            |
| 1971 | ф   | Прощание с Петербургом                                              | музыкант (нет в титрах)                                                       |
| 1971 | ф   | Шутите? («Вандербуль бежит за горизонт»)                            | таксист (нет в титрах)                                                        |
| 1972 | ф   | Гонщики                                                             | хозяин машины                                                                 |
| 1972 | ф   | Дела давно минувших дней                                            | хозяин игротеки (нет в титрах)                                                |
| 1972 | ф   | Надежда                                                             | хозяин завода (в титрах В. Васильев)                                          |
| 1972 | ф   | Петерс                                                              | дебошир (нет в титрах)                                                        |
| 1973 | ф   | Умные вещи                                                          | эпизод                                                                        |
| 1974 | ф   | Последний день зимы                                                 | эпизод                                                                        |
| 1974 | ф   | Сержант милиции                                                     | Юрий Николаевич Гончаров                                                      |
| 1974 | ф   | Кто был ничем…                                                      | Варлаам                                                                       |
| 1975 | ф   | Тот станет всем                                                     | Варлаам                                                                       |
| 1975 | ф   | Время-не-ждёт                                                       | золотоискатель на Аляске (нет в титрах)                                       |
| 1976 | кор | Голубая мечта                                                       | сторож яхт-клуба                                                              |
| 1976 | ф   | Дикий Гаврила                                                       | ветеринар                                                                     |
| 1976 | ф   | Просчёт лейтенанта Слейда (нем. Potato Fritz (Film))                | озвучивание                                                                   |
| 1977 | ф   | Блокада (3 и 4 фильмы «Ленинградский метроном», «Операция „Искра“») | Петрович                                                                      |
| 1977 | ф   | Возвращение сына                                                    | Петрович                                                                      |
| 1977 | ф   | Про Красную Шапочку                                                 | старый лесоруб                                                                |
| 1979 | ф   | Вторая весна                                                        | колхозник                                                                     |
| 1979 | ф   | Погоня в степи                                                      | Парфёнович                                                                    |
| 1980 | ф   | Государственная граница. Мы наш, мы новый…                          | священник, венчающий Дановича и Нину (нет в титрах)                           |
| 1980 | ф   | Частное лицо                                                        | эпизод                                                                        |
| 1981 | ф   | Любовь моя — революция                                              | жандарм                                                                       |
| 1982 | ф   | Казнить не представляется возможным                                 | Калафуто                                                                      |
| 1982 | ф   | Красные колокола. Фильм 2. Я видел рождение нового мира             | старший урядник                                                               |
| 1982 | ф   | Людмила                                                             | красный командир (нет в титрах)                                               |
| 1983 | ф   | Демидовы                                                            | купец Кораблёв                                                                |
| 1989 | ф   | Имя                                                                 | эпизод                                                                        |

## Роли в театре
| Спектакль                               | Роль           |
| --------------------------------------- | -------------- |
| В.А. Соловьёв — Великий государь        | Кольцо         |
| В.В. Вишневский — Незабываемый 1919 год | Шибаев         |
| А.Д. Симуков — Девицы-красаицы          | Виктор         |
| С.В. Сартаков — Хребты Саянские         | Петруха        |
| В.П. Минко — Не называя фамилий         | Карпо Карпович |
| М. Горький — Егор Булычов и другие      | Булычов        |
| Ю. Макколл — Поезд можно остановить     | Рокки Стивенс  |

## Семья
Михаил Павлович Васильев был трижды женат.
- Сын — Вячеслав Васильев, от первого брака.
- Дочь — Виктория Яковлева, от второго брака.
- Третья жена — Валентина Павловна Кравченко (1923—2007), режиссёр «Ленфильма».
- Сын — Александр Кравченко.
- Сын — Виктор Кравченко.
- Дети Валентины Павловны.